# Cuiheng
Cuiheng (spreek uit als [Tswee Hung]) is een ommuurd dorp in de grote gemeente Nanlang, stadsprefectuur Zhongshan, Chinese provincie Guangdong. De geografische coördinaten zijn 113°31' O, 22°26' N. Het dorp is de geboorteplaats van de Chinese vader des vaderlands, Sun Zhongshan/Sun Yat-Sen. Vroeger had het dorp vier poorten, heden zijn er nog twee overgebleven. Cuiheng is ten tijde van de regeerperiode van keizer Kangxi van de Qing-dynastie gebouwd. De eerste bewoners hadden de achternamen Feng/冯, Mai/麦, Yang/杨 en Lu/陆. De laatste twee families kwamen oorspronkelijk uit het dorp Yaikou/崖口村.

## Bezienswaardigheden

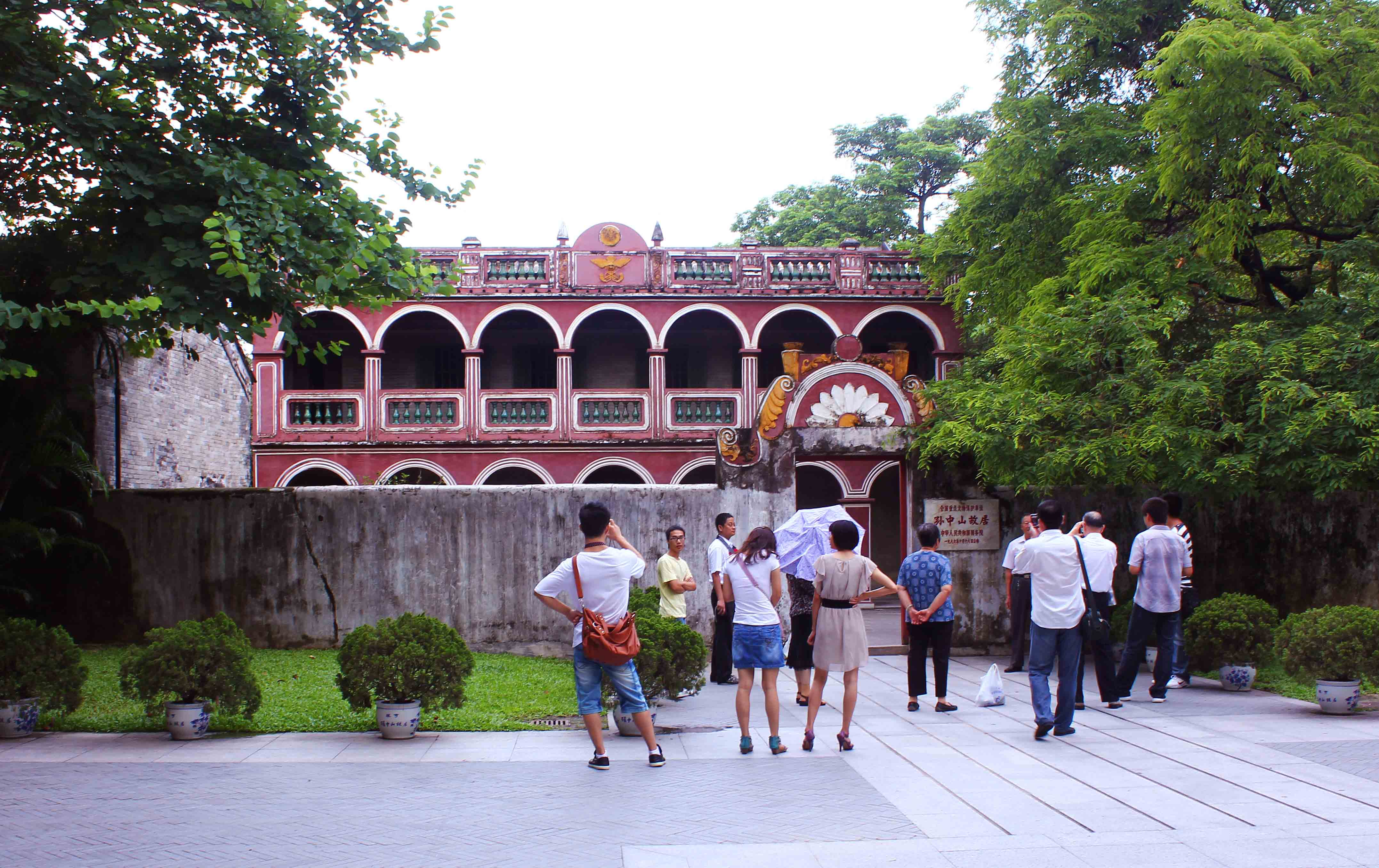
Voormalig woonhuis van Sun Yat-sen in Cuiheng

- Sun Yat-sen Residence Memorial Museum (孫中山故居紀念館), dat is gebouwd in 1956
- Polaristempel (北極殿), een tempel van de Chinese god Polariskeizer (北極帝君)

## Bekende inwoners van Cuiheng

### Geboren
- Sun Zhongshan/Sun Yat-Sen (1866-1925), revolutionair, eerste president en grondlegger van de Republiek China

### Woonachtig (geweest)
- Lu Haodong/Lu Hao-Tung (1868-1895), politiek activist